# Balokole
Il movimento Balokole è un gruppo fondamentalista cristiano sorto in Africa negli anni '30 e fondato da Simeon Nsibambi e John E. Church. Il loro nome può essere tradotto in lingua Luganda con il significato di i prescelti o i salvati. Esso sorse in Africa orientale all'interno del movimento di revival della Chiesa anglicana, il cui scopo fu il rinnovamento delle chiese protestanti in Tanzania, Uganda, Kenya, Ruanda e Burundi. Sorto in Buganda come movimento per la beatificazione di Simeoni Nsibambi, un ricco proprietario terriero di Mungo, il quale aveva stabilito forti legami dottrinali e di collaborazione con il missionario e medico inglese, John E. Church, appartenente alla Church Mission Society in Ruanda, il movimento dei Balokole iniziò una forte e ferma attività di critica nei confronti della Chiesa Anglicana ugandese, accusando quest'ultima di condotte amorali e di lassismo. Molti giovani provenienti dal Buganda e dall'Uganda occidentale si trasferirono in Rwanda come volontari presso l'ospedale missionario di Gahini; al loro ritorno in patria, dopo essersi convertiti al cristianesimo, essi iniziarono a propugnare la necessità di una riforma moralizzatrice all'interno della Chiesa ugandese, trasformandosi ben presto in un ben definito gruppo dissidente a partire dal 1935.
 Occorre specificare che, nonostante le sue origini fondate su motivi di dissidenza, il movimento religioso dei Balokole non può essere considerato una setta oppure un movimento religioso indipendente o scismatico, dal momento che esso è rimasto, pur con le sue rivendicazioni, all'interno della Chiesa Anglicana in Uganda.

Non è possibile risalire storicamente alla data esatta della nascita di questo movimento, sebbene alcuni la facciano risalire al 1929, quello che rimane più certo è invece il periodo della sua diffusione, ovvero poco prima dello scoppio della Seconda guerra mondiale, ovvero il 1939, quando partendo dall'Uganda e dal Rwanda, i suoi membri si sparsero per trasmettere il loro messaggio riformatore in diverse parti del globo: in Sudafrica (1944), Gran Bretagna (1945), Francia e Svizzera (1953), Israele (1953) e Brasile (1958). 

## Caratteristiche del movimento Balokole
La caratteristica generale di questo movimento non è lontana da altri movimenti religiosi di stampo pietistico. I Balokole credono infatti che il Cristianesimo si fondi sul personale rapporto del credente con Dio. In particolare essi enfatizzano la rinascita per mezzo del battesimo e la condivisione dell'esperienza della salvezza individuale garantita dallo Spirito Santo. Professano il sacerdozio di tutti i fedeli, e si distinguono per le tre seguenti caratteristiche: l'uso del canto ripetitivo nei corsi e nelle danze rituali; la confessione pubblica dei propri peccati e la testimonianza delle proprie esperienze mistiche personali in qualsiasi momento della giornata. 